# Montagnac-sur-Lède
Montagnac-sur-Lède település Franciaországban, Lot-et-Garonne megyében. Lakosainak száma 271 fő (2022. január 1.). Montagnac-sur-Lède Gavaudun, Lacaussade, Monflanquin, Monségur, Paulhiac és Salles községekkel határos.

## Népesség
A település népességének változása:
| Lakosok száma | 335  | 290  | 259  | 262  | 248  | 258  | 273  | 271  | 271  | 271  |
|               | 1968 | 1982 | 1990 | 2006 | 2013 | 2015 | 2017 | 2019 | 2020 | 2022 |